# Boucles de la Loire
Les Boucles de la Loire sont une course cycliste disputée au mois d'avril autour de Sainte-Luce-sur-Loire, dans le département de la Loire-Atlantique. Créée en 1990,, cette compétition est organisée par le Vélo Club Lucéen. Elle fait partie du calendrier national de la Fédération française de cyclisme. 
En 2020, la course est annulée en raison de la pandémie de maladie à coronavirus. L'édition 2021 est quant à elle repoussée provisoirement au 26 septembre, une nouvelle fois en raison du contexte sanitaire.

## Palmarès
| Année | Vainqueur           | Deuxième               | Troisième            |
| ----- | ------------------- | ---------------------- | -------------------- |
| 1990  | Dominique Raimbault | Denis Moran            | Seroux               |
| 1991  | Didier Le Huitouze  | Richard Faisant        | Pascal Hervé         |
| 1992  | Pascal Churin       | Marc Hibou             | Gérard Bigot         |
| 1993  | Andy Hurford        | Marc Savary            | Walter Bénéteau      |
| 1994  | Gaëtan Secher       | Dominique David        | Christophe Fouchard  |
| 1995  | Andy Hurford        | Jérôme Brault          | Marc Savary          |
| 1996  | Bertrand Guerry     | Arnoldas Saprykinas    | Frédéric Berland     |
| 1997  | Freddy Arnaud       | Walter Bénéteau        | Stéphane Simon       |
| 1998  | Frédéric Berland    | Didier Commault        | Aidan Duff           |
| 1999  | Christophe Faudot   | Guillaume Judas        | Laurent Plauchaud    |
| 2000  | Guillaume Judas     | Dominique David        | Frédéric Rouaud      |
| 2001  | David Le Lay        | Jonathan Dayus         | Samuel Le Gallais    |
| 2002  | Benoît Vaugrenard   | Mathieu Claude         | Guillaume Judas      |
| 2003  | David Simon         | Stéphane Bonsergent    | Mickaël Leveau       |
| 2004  | Stéphane Bellicaud  | Thomas Nosari          | Sébastien Duret      |
| 2005  | Samuel Plouhinec    | Yoann Lucas            | Carl Naibo           |
| 2006  | Guillaume Judas     | Anthony Roux           | Jean-Philippe Yon    |
| 2007  | Étienne Pieret      | Ludovic Bret           | Sylvain Cheval       |
| 2008  | Romain Mathéou      | David Garnier          | Grzegorz Kwiatkowski |
| 2009  | Angélo Tulik        | Nicolas Jouanno        | Kévin Reza           |
| 2010  | Kévin Reza          | Angélo Tulik           | Justin Jules         |
| 2011  | Freddy Bichot       | Alo Jakin              | Erwan Téguel         |
| 2012  | Romain Guyot        | Taruia Krainer         | Nicolas David        |
| 2013  | Édouard Louyest     | Cédric Delaplace       | Pierre Gouault       |
| 2014  | Romain Cardis       | Quentin Jauregui       | Willy Perrocheau     |
| 2015  | Valentin Madouas    | Romain Chaudoy         | Erwan Brenterch      |
| 2016  | Axel Journiaux      | Geoffrey Thévenez      | Julien Pétilleau     |
| 2017  | Benoît Sinner       | Stylianós Farantákis   | Étienne Tortelier    |
| 2018, | Fabien Schmidt      | Thibault Ferasse       | Léo Danès            |
| 2019  | Thibault Lévêque    | Axel Flet              | David Rivière        |
| 2020  | annulé              | annulé                 | annulé               |
| 2021  | Florian Rapiteau    | Rudy Fiefvez           | Émilien Jeannière    |
| 2022  | Florian Rapiteau    | Nicolas Rousset-Favier | Grégory Pouvreault   |
| 2023  | Quentin Cowan       | Alfie George           | Lucas Boniface       |
| 2024  | Victor Bohal        | Thibaud Bridron        | Ben Chilton          |
| 2025  | Hugo Millet         | Thomas Garel           | Evan Pavis           |